# 2つの頭脳を持つ男
『2つの頭脳を持つ男』（ふたつのずのうをもつおとこ、原題: The Man with Two Brains）は、1983年に製作されたスティーヴ・マーティン主演のホラーコメディ映画である。

## 概要
人気テレビ番組の『サタデー・ナイト・ライブ』のコメディアンとして人気絶頂だったスティーヴ・マーティンが出演した本作は、それまでのマーティンの出演作品とはまた少し雰囲気が違った作品になっている。監督を務めたのは、マーティンと何度もコンビを組んでいるカール・ライナー。ハートウォーミングな要素を含んだホラー・コメディであり、マーティンのユーモラスな演技と随所に散りばめられたギャグが必見の一本である。

## あらすじ
一度として正確に苗字（HFUHRUHURR）を読んで貰えなかったマイケル・ハフハハール医師（スティーヴ・マーティン）は、世界的にも名が知れ渡った脳外科の権威。しかしそんなキャリアと名声を持つ彼も、亡き愛妻レベッカの思い出に胸を締め付けられる日々を送っていた。
そんなある日、新聞記者にインタビューを受けながら車を運転していると、目の前にドロレス・ベネティクト（キャスリーン・ターナー）が突然横切り、跳ね飛ばしてしまう。慌てて車を飛び降り、彼女に駆け寄るハフハハールは、気を失ったドロレスのその美しさに言葉を失う。しかしそんな美貌を持つドロレスも、実は遺産目当てで年老いた男に近寄り、結婚までこぎつけてから夫を死に追いやる傲慢な悪女だった。そんなことともつゆ知らずに、ドロレスの脳外科手術を買って出たハフハハールは瞬く間に彼女の手術を成功させる。そして何も知らずに、意識を取り戻したドロレスに猛アタック。その結果、2人は結婚することに。
ハフハハールは有頂天になりながら自身の持つ豪邸で早速ドロレスとの新婚生活を送るのだが、だんだんドロレスの傲慢さが目についてくる。その上、夜の営みを拒み続けるドロレスに対してハフハハールの欲求不満も爆発寸前にまで膨れ上がっていた。そんなハフハハールを見かねた上司は、仕事とハネムーンを兼ねてオーストリアへの出張を提案する。
いざオーストリアへ向かったハフハハールは、脳移植の権威と呼ばれるネセシスター博士（デビッド・ワーナー）に出会い、彼の研究室で“アン・アールメヘイ”と名乗る生きた脳髄（声：シシー・スペイセク）とテレパシーで意思疎通出来ることを知る。意思疎通を図るうちに、次第にアールメヘイの持つ優しさとユーモア、知識の豊富さに惹かれていき、挙句の果てには彼女に見合う女性の体を殺害して手に入れようとまでし始める。

## キャスト・スタッフ

### 出演者
- マイケル・ハフハハール博士 (Dr. Michael Hfuhruhurr)：スティーヴ・マーティン
- ドロレス・ベネディクト (Dolores Benedict)：キャスリーン・ターナー
- アン・アールメヘイ (Anne Uumellmahaye)：シシー・スペイセク（音声のみ）
- ネセシスター博士 (Dr. Alfred Necessiter)：デビッド・ワーナー
- パステウアー医師：リチャード・ブレストフ
- 不動産業者：ジェームズ・クロムウェル
- ジョーンズ医師 (Dr. Jones)：ジェフリー・コムズ
- 執事 (Dr. Necessiter's butler)：ポール・ベネディクト
- マーヴ・グリフィン (Merv Griffin)：マーヴ・グリフィン(本人役)

### スタッフ
- 監督：カール・ライナー
- 脚本：スティーヴ・マーティン、カール・ライナー、ジョージ・ガイプ
- 製作：デイヴィッド・V・ピッカー、ウィリアム・E・マッキューン
- 音楽：ジョエル・ゴールドスミス
- 撮影：マイケル・チャップマン
- 編集：バド・モリン

## 参考
- ドノヴァンの脳髄（Donovan's Brain）：カート・シオドマクによるSF小説